# Castello di Altoé
Il Castello di Altoé è un castello medievale situato ad Altoé, frazione del comune italiano di Podenzano, in provincia di Piacenza. Il castello sorge nella pianura Padana, nei pressi del corso del torrente Nure, che nei pressi del castello veniva guadato dalla via che, già in età romana, collegava Piacenza alla val d'Arda.
Il toponimo probabilmente deriva dal latino octavum, distando la località circa otto miglia da Piacenza.

## Storia
Costruito intorno all'anno 1000, il castello è citato per la prima volta nel 1014, come residenza fortificata disposta al centro di proprietà terriere: nel 1385 appartenne ai Salimbeni e, verso il 1440, venne concesso in feudo dal duca di Milano Filippo Maria Visconti al suo condottiero Nicolò Piccinino. Tramandato in eredità ai figli, il possesso del castello venne loro tolto per un sospetto tradimento; l'edificio tornò dapprima ai Salimbeni e poi ai conti Tedeschi, Lazzaro e Giovanni, che, dopo aver ottenuto la licenza del duca di Milano Gian Galeazzo Maria Sforza, acquistarono un quarto del castello nell'ottobre del 1491 da Gian Francesco Salimbeni, detto  il Frà, in cambio di 9 000 lire piacentine, per poi perfezionare successivamente l'acquisizione dell'intero complesso.
Il castello fece parte della dote di Caterina Tedeschi Anguissola, la quale sposò Aloisio Gonzaga di Castiglione; intorno al 1576 il figlio Ferdinando Gonzaga cedette il maniero a Ferrante Anguissola, capostipite del ramo famigliare degli Anguissola che, conservatane le proprietà ottennero, nel 1650, il titolo comitale di Altoé.

## Struttura

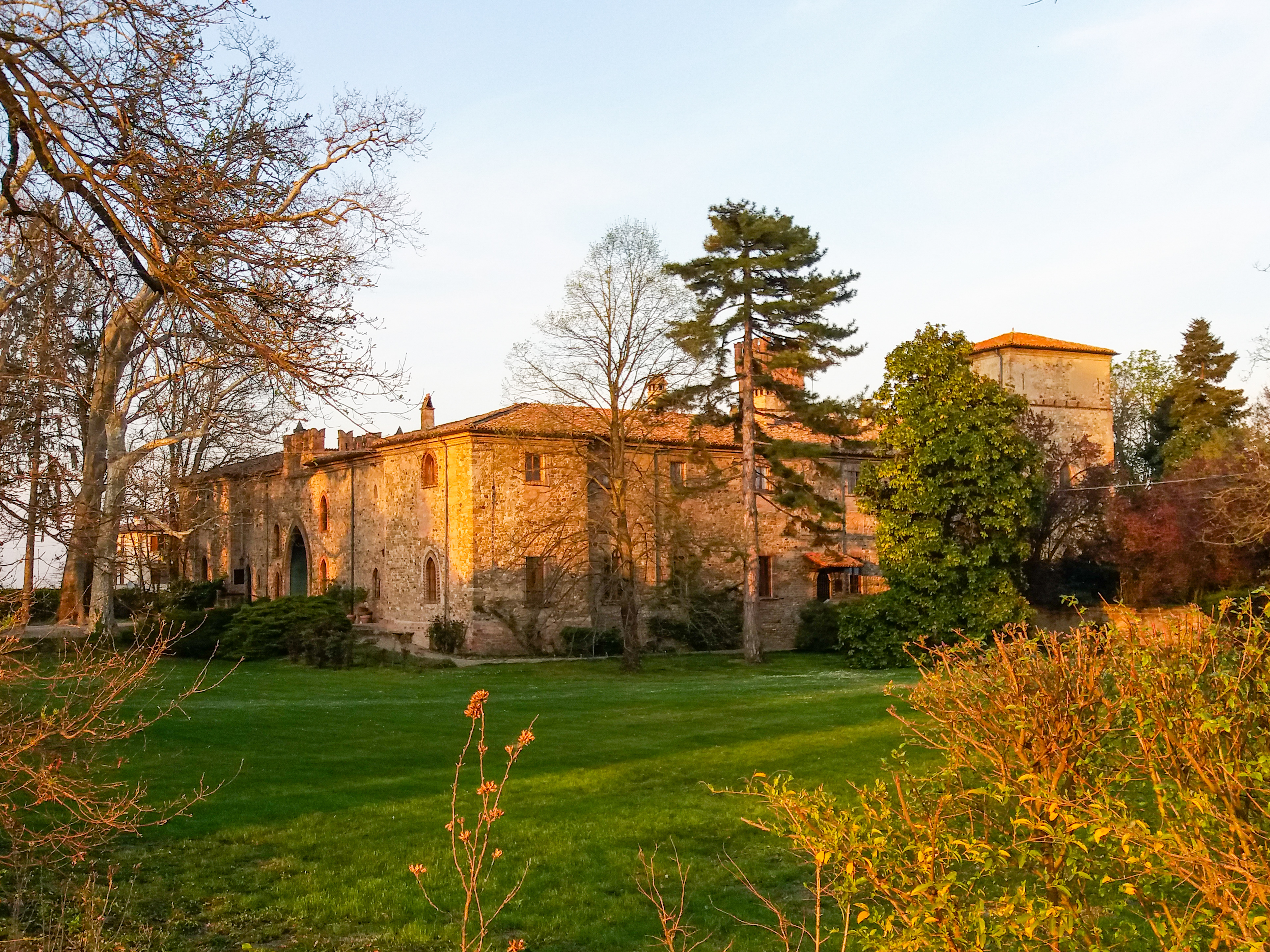
Il castello visto da sud-ovest

Costruito in pietra e mattoni, il castello ha una pianta rettangolare molto irregolare, a causa della posizione dei manufatti circostanti: sul lato di sud est, al centro, c'è una torre che anticamente fungeva da ingresso dotato di ponte levatoio, come si nota dalle tracce degli attacchi. Sul lato sud c'è un'altra torre, esterna al profilo dell'edificio, che ha le caratteristiche del mastio, con merlatura a coda di rondine e finestre ogivali. Il complesso è circondato da un fossato, originariamente alimentato con acqua e in seguito interrato.
Nel cortile è presente un portico a cinque fornici arcuati, con i due lati tamponati per esigenze residenziali. L'aspetto della struttura è il risultato del restauro ottocentesco, eseguito dall'architetto Angelo Colla, che nello stesso periodò si occupò anche del restauro del castello di Riva, situato nel comune di Ponte dell'Olio, una decina di chilometri più a sud, in accordo con le abitudini dell'epoca il restauro modificò considerevolmente l'aspetto del castello.

### Dintorni
Nelle vicinanze del castello si trovano la piccola chiesa di san Martino vescovo, nonché alcuni complessi dotati di edifici di servizio inizialmente dediti a fini rurali e in seguito parzialmente riadattati per altre esigenze. A questi si sono poi affiancati ulteriori edifici, con funzioni abitative, commerciali ed industriali che hanno costituito Altoé come nucleo urbano di ridotte dimensioni.